# Hexacontàedre pentagonal
En geometria, l'hexacontàedre pentagonal és un dels tretze políedres de Catalan, té 60 cares pentagonals.
L'hexacontàedre pentagonal és un políedre quiral, és a dir, no és igual a la seva imatge reflectida en un mirall, dels 13 sòlids de Catalan només n'hi ha un altre que és quiral, és l'icositetràedre pentagonal.
Els pentagons irregulars que formen l'hexacontàedre pentagonal tenen costats de dues llargades tres de curts i dos de llargs, els costats més llargs conflueixen en un vèrtex formant un angle de 
{\displaystyle \theta _{1}=\arccos \left(x\right)}
on x és l'arrel real del polinomi 
{\displaystyle P\left(x\right)=64x^{6}-384x^{5}+384x^{4}+888x^{3}+168x^{2}-128x-31}
això dona aproximadament 67,4535..º. Mentre que els altres angles són de 
{\displaystyle \theta _{2}=\arccos \left(y\right)}
on y és l'arrel real del polinomi 
{\displaystyle P\left(x\right)=64x^{6}-384x^{5}+384x^{4}+888x^{3}+168x^{2}-128x-31}
això dona aproximadament 118,137..º.

## Desenvolupament pla

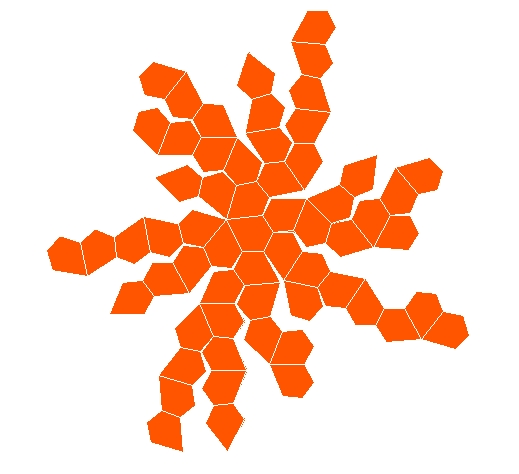
Desenvolupament pla de l'hexacontàedre pentagonal (una forma quiral)

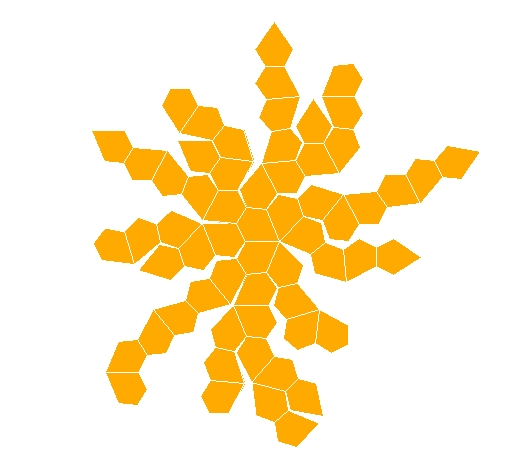
Desenvolupament pla de l'hexacontàedre pentagonal (l'altra forma quiral)

## Àrea i volum
En el cas d'un hexacontàedre pentagonal obtingut com a dual d'un dodecàedre xato amb arestes de longitud a, la longitud de les tres arestes curtes de cada cara del hexacontàedre pentagonal es poden calcular multiplicant per a l'arrel real del polinomi:
{\displaystyle P\left(a_{1}\right)=a_{1}^{6}-2a_{1}^{5}-4a_{1}^{4}+a_{1}^{3}+4a_{1}^{2}-1}
Això dona aproximadament:
{\displaystyle a_{1}\approx 0,582899}
mentre que la longitud de les dues arestes llargues es pot calcular multiplicant per a l'arrel real del polinomi:
{\displaystyle P\left(a_{2}\right)=31a_{2}^{6}-53a_{2}^{5}-26a_{2}^{4}+34a_{2}^{3}+17a_{2}^{2}-1}
que val aproximadament:
{\displaystyle a_{2}\approx 1,0199882}
Llavors les fórmules per calcular l'àrea A i el volum V d'un hexacontàedre pentagonal sorgeixen a partir del càlcul de l'arrel de polinomis de grau 12, el resultat és aproximadament:
{\displaystyle {\begin{aligned}&S\approx 55,2805a^{2}\\&V\approx 37,5884a^{3}\\\end{aligned}}}

On a és la longitud de les arestes del dodecàedre xato dual.

## Dualitat
El políedre dual de l'hexacontàedre pentagonal és el dodecàedre xato.

## Simetries
El grup de simetria de l'hexacontàedre pentagonal és igual al grup icosàedric I que és el subgrup del grup de simetries de l'icosàedre que preserven l'orientació.